# Halle Bailey
Halle Lynn Bailey (Atlanta, 27 de março de 2000) é uma atriz, cantora e compositora americana. Ela é mais conhecida por ser metade da dupla Chloe x Halle com sua irmã mais velha Chloe Bailey, assinada com a gravadora de Beyoncé, Parkwood Entertainment.

## Biografia
Halle Lynn Bailey nasceu em 27 de março de 2000 e cresceu em Mableton, Geórgia, com suas irmãs mais velhas Chloe Bailey, Ski (nascida em 20 de abril de 1992), e seu irmão mais novo Branson (nascido em 3 de outubro de 2005), mais tarde se mudando juntos para Los Angeles em meados de 2012. Quando crianças, Chloe e Halle começaram a escrever suas próprias músicas, aprendendo a tocar instrumentos assistindo a tutoriais no YouTube. Seu pai e co-gerente, Doug Bailey, que "as ensinou a fazer tudo por conta própria" começou a ensiná-las a escrever músicas aos 8 e 10 anos de idade.

## Carreira

### 2006–2016: Primeiros trabalhos e contrato de gravação
Bailey nasceu e foi criada em Mableton, Geórgia com sua irmã Chloe Bailey e mais tarde se mudou para Los Angeles em meados de 2012. Enquanto estava na Geórgia, ela desempenhou papéis menores em filmes e no filme para televisão da Disney Let It Shine (2012). Seu pai começou a ensiná-los a escrever canções aos dez e oito anos. Eles lançaram um canal no YouTube com 13 e 11 anos, respectivamente, com um cover de "Best Thing I Never Had" de Beyoncé. Seu primeiro vídeo a viralizar foi um cover de outra faixa de Beyoncé, Pretty Hurts. Eles se apresentaram pela primeira vez como Chloe x Halle ao enviar covers de músicas pop para este canal. A dupla fez sua estreia no talk show quando apareceu no The Ellen Show em abril de 2012. Em setembro de 2013, ela fez uma participação especial na série da Disney Austin & Ally cantando a música "Unstoppable".
Em maio de 2015, ambas as irmãs estavam em negociações para assinar com a Parkwood Entertainment, com os contratos submetidos à Suprema Corte de Manhattan, já que ambas as irmãs eram menores de idade detalhando que "[iriam] receber pelo menos $ 60.000 e adiantamentos que poderiam totalizar quase $ 1 milhões se fizerem pelo menos seis álbuns." A Parkwood Entertainment, fundada por Beyoncé, finalmente assinou com elas em 2016 por um contrato de cinco anos, tornando-se "[suas] primeiras verdadeiras sucessoras musicais", segundo a NPR, além de serem consideradas "os prodígios de Beyoncé". As irmãs Bailey participaram, juntamente com Beyoncé, as irmãs gêmeas Lisa-Kainde Diaz e Naomi Diaz, Amandla Stenberg e Zendaya do clipe de Freedom no álbum visual de Lemondade, que estreou na HBO em abril de 2016.

### Chloe x Halle
Chloe x Halle fizeram sua estreia profissional com o EP, Sugar Symphony, que foi lançado pela Parkwood em 29 de abril de 2016. A dupla se apresentou como o ato de abertura da Formation World Tour de Beyoncé, realizada entre o final de junho e início de agosto de 2016 na Europa.

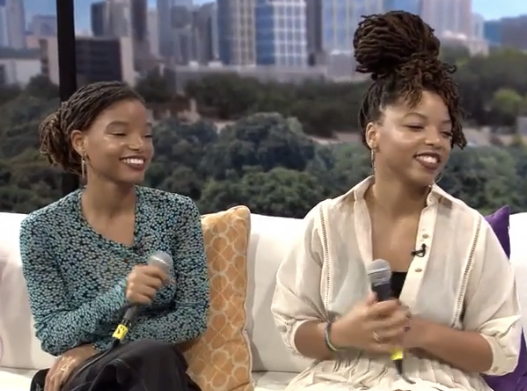
Halle (esquerda) com sua irmã Chloe em 2018

Quase um ano depois, Chloe x Halle lançaram sua mixtape aclamada pela crítica, The Two of Us, uma mixtape aclamado pela crítica especializada que apresentou novas músicas escritas e produzidas principalmente por elas. O mixtape foi incluído na lista dos Melhores Álbuns de R&B de 2017 da revista Rolling Stone.  Em 29 de dezembro de 2017, a dupla lançou a música-tema da série  Grown-ish, intitulada "Grown". Em 2018, Bailey foi adicionado ao elenco da série de TV Grown-ish após lançar a música tema da série intitulada "Grown". A música "The Kids Are Alright" também foi apresentada na estreia da série. Ela deixou a série no final da quarta temporada, quando sua personagem se formou na faculdade. Tanto "Grown" quanto "The Kids Are Alright" serviram como o primeiro e segundo singles, respectivamente, do álbum de estreia de Chloe x Halle, The Kids Are Alright, que eles anunciaram no final de fevereiro de 2018. O primeiro álbum de estúdio das irmãs, The Kids Are Alright, foi lançado em março de 2018. O single, "Warrior", apareceu tanto na trilha sonora do filme A Wrinkle in Time (2018). No Grammy Awards de 2019, as irmãs foram indicadas na categoria de artista revelação e seu álbum foi indicado a melhor álbum urban contemporary. Em maio de 2018, a dupla se juntou ao DJ Khaled como atos de abertura da On the Run II Tour, segunda turnê mundial de Beyoncé e Jay-Z. Em fevereiro de 2019, Chloe x Halle cantaram "America the Beautiful" durante a 53.ª edição do Super Bowl.
Em 12 de junho de 2020, a dupla lançou seu aguardado segundo álbum, Ungodly Hour, aclamado pela crítica. O álbum estreou no número 16 na Billboard 200 com 24.000 unidades vendidas. "Do It" também se tornou sua primeira entrada na Billboard Hot 100, estreando no número 83.
Chloe x Halle cantaram o hino nacional americano no jogo de abertura da temporada 2020 da NFL em setembro de 2020. A dupla apresentou o Glamour Women of the Year Awards em outubro de 2020. Em novembro de 2020, eles receberam indicações para Álbum do Ano, Canção do Ano, Vídeo do Ano, Melhor Performance de Dança e The Ashford And Simpson Songwriter's Award no Soul Train Music Awards de 2020. Elas também receberam indicações para Melhor Álbum de R&B Progressivo, Melhor Canção de R&B e Melhor Performance de R&B Tradicional no 63º Grammy Awards. Eles cantaram "Baby Girl" na cerimônia da Billboard Women in Music de 2020, onde Beyoncé as presenteou com o Rising Star Award.

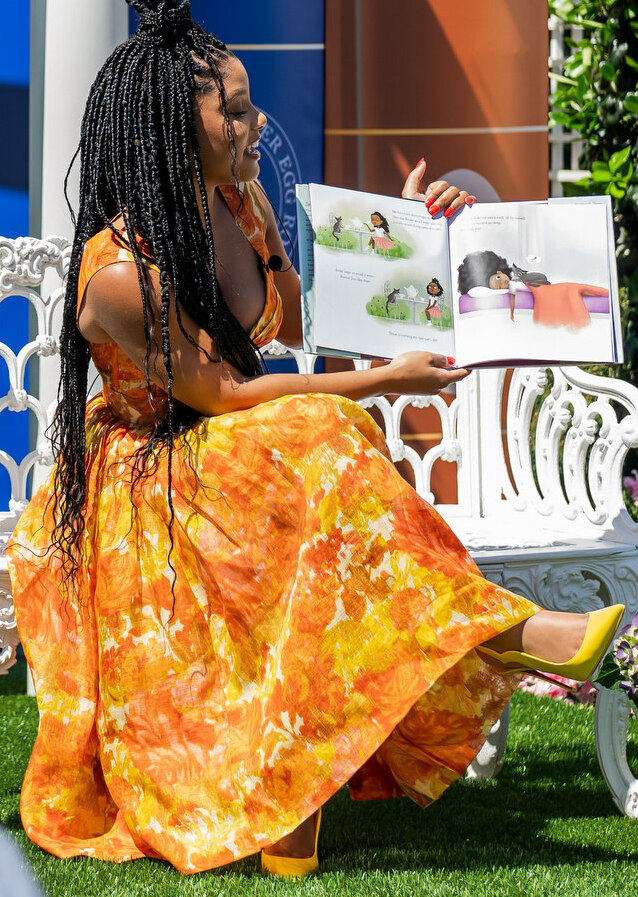
Halle Bailey realizando a leitura do livro Hair Love durante a tradicional corrida dos ovos de Páscoa na Casa Branca em abril de 2023

### 2019–presente: Trabalhos solo
Em julho de 2019, a Disney anunciou que Bailey havia sido escalada como Princesa Ariel no remake em live action de A Pequena Sereia, dirigido por Rob Marshall. O diretor Rob Marshall disse em um comunicado "Depois de uma extensa pesquisa, ficou claro que Halle possui aquela rara combinação de espírito, coração, juventude, inocência e substância - além de uma gloriosa voz - todas as qualidades intrínsecas necessárias para desempenhar esse papel icônico”.Ela também gravou e executou a trilha sonora do filme. A escalação de Bailey como Ariel causou controvérsia, com alguns alegando que escalar um afro-americano para o papel de Ariel foi infiel ao personagem original. As páginas do Facebook e Instagram dedicadas a 'defender Ariel' começaram a surgir nessa época e frequentemente compartilhavam argumentos racistas contra o elenco de Halle e imagens estereotipadas de mulheres negras como sereias. A Disney respondeu ao público com uma carta aberta defendendo Halle. Jodi Benson, a dubladora original de Ariel, também defendeu a escalação de Bailey dizendo: "[a] coisa mais importante é contar a história" e que "o espírito de um personagem é o que realmente importa".
Em 1º de outubro de 2021, Bailey fez sua performance solo de estreia com uma versão da música da Disney "Can You Feel the Love Tonight", no evento televisionado The Most Magical Story on Earth: 50 Years of Walt Disney World, que celebrou o 50º aniversário da Disney World.
Bailey planejou lançar músicas solos depois que as coletivas de imprensa voltadas a A Pequena Sereia terminassem.
Em maio de 2023, A Pequena Sereia estreou nos cinemas de todo o mundo. Muitos fãs do filme de 1989, ainda inconformados com a escalação de Halle e alegando que ela não era fiel a personagem original, fizeram campanhas para que o filme fosse boicotado, o que prejudicou o desempenho do filme nas bilheterias. Mesmo assim, o filme ainda conseguiu ficar entre as 10 maiores bilheterias dos cinemas em 2023 e a atuação de Halle como Ariel foi amplamente elogiada pela crítica especializada e parte do público. No mesmo ano, ela também se destacou no filme A Cor Púrpura no papel de Nettie.
Em 7 de janeiro de 2024, Halle Bailey anunciou o nascimento de seu primeiro filho, Halo, fruto de seu namoro com o rapper DDG. Halle optou por manter a gravidez em segredo, revelando-a apenas no dia que o bebê nasceu. Mas alguns fãs da atriz já desconfiavam que ela estaria grávida porque, nos últimos meses, Halle sempre aparecia com roupas largas para esconder a barriga. Por coincidência, Bailey foi a primeira atriz que interpretou uma princesa em um remake em live action da Disney a ter um filho, assim como a Ariel foi a primeira princesa da Disney a ter uma filha.

## Medida Protetiva
Em outubro de 2024, Halle Bailey terminou seu namoro com o rapper DDG, com quem teve um filho, Halo, nascido meses antes, em janeiro. Em 13 de maio de 2025, Halle procurou a polícia e registrou um boletim de ocorrência contra DDG por agressão. Segundo o boletim de ocorrência, após o fim do namoro, DDG passou a perseguir Halle, invadir a casa dela e a agredi-la fisicamente. Ainda segundo o boletim, DDG chegou a quebrar um dos dentes de Halle durante uma discussão e invadiu a casa dela pelo menos duas vezes em março de 2025. DDG também passou a atacar Halle nas redes sociais, dizendo que ela teria traído ele com outro homem, o que Bailey nega.
Após o boletim de ocorrência, um tribunal dos Estados Unidos emitiu uma medida protetiva a favor de Halle. O tribunal determinou que DDG deve manter uma distância mínima de 100 metros de Halle e de Halo, o filho deles; e proibiu o rapper de falar sobre Halle na internet. O tribunal também autorizou Halle Bailey a viajar com o filho para fora do país sem autorização do pai da criança.

## Arte
As influências musicais de Bailey vieram do jazz e tem ouvido Billie Holiday desde jovem. Ela citou a cantora como uma das maiores influências em seus vocais.

## Filmografia
| † | Filmes que ainda não foram lançados |

### Filmes
| Ano  | Título                                   | Papel            | Nota                        |
| ---- | ---------------------------------------- | ---------------- | --------------------------- |
| 2006 | Last Holiday                             | Tina             |                             |
| 2012 | Let It Shine                             | Choir Member     |                             |
| 2016 | Beyoncé: Lemonade                        | Cameo            | Segmento: "All Night" intro |
| 2018 | The Kids Are Alright                     | Ela mesma        | Curta-metragem              |
| 2021 | Why The Sun And The Moon Live In The Sky | Sun              | Curta-metragem              |
| 2023 | A Pequena Sereia                         | Princesa Ariel   | Protagonista                |
| 2023 | The Line                                 | Annabelle Bascom | [ 54 ]                      |
| 2023 | The Color Purple                         | Nettie (jovem)   | [ 55 ]                      |
| 2025 | Atlantis †                               | TBA              | Filmando                    |

### Televisão
| Ano       | Título                                                         | Papel                | Nota                                                              | Ref.   |
| --------- | -------------------------------------------------------------- | -------------------- | ----------------------------------------------------------------- | ------ |
| 2007      | Tyler Perry's House of Payne                                   | Tiffany              | Episódio: "Why Can't We Be Friends"                               | [ 57 ] |
| 2012      | The Ellen Show                                                 | Ela mesma            | Data do Episódio: "9 de abril de 2012"                            | [ 58 ] |
| 2013      | Austin & Ally                                                  | Ela mesma            | Episódio: "Moon Week & Mentors"                                   | [ 59 ] |
| 2018      | Wild 'n Out                                                    | Ela mesma            | Episódio: "Chloe x Halle"                                         | [ 60 ] |
| 2018–2022 | Grown-ish                                                      | Skylar "Sky" Forster | Papel principal (1–3), papel recorrente (4ª temporada)            | [ 61 ] |
| 2020      | The Disney Family Singalong: Volume II                         | Ela mesma            | Ela mesma                                                         | [ 62 ] |
| 2020      | The Kelly Clarkson Show                                        | Ela mesma            | Data do Episódio: "9 de julho de 2020"                            | [ 63 ] |
| 2020      | The Disney Holiday Singalong                                   | Ela mesma            | Television special                                                | [ 64 ] |
| 2021      | The Most Magical Story on Earth: 50 Years of Walt Disney World | Ela mesma            | Especial de televisão; perfomou "Can You Feel the Love Tonight"   | [ 65 ] |
| 2022      | Dick Clark's New Year's Rockin' Eve with Ryan Seacrest 2023    | Ela mesma            | Especial de televisão; perfomou"Cool People" and "Together Again" |        |

### Videoclipes
- "All Night" – (2016)
- "Drop" – (2016)
- "Fall" – (2016)
- "Grown" – (2017)
- "The Kids Are Alright" – (2018)
- "Warrior" – (2018)
- "Happy Without Me" – (2018)
- "Shine Bright" – (2018)
- "Cool People" – (2018)
- "Who Knew" – (2019)
- "Catch Up" – (2020)
- "Do It" – (2020)
- "Forgive Me" – (2020)
- "Ungodly Hour" – (2021)
- "If I Want You" – (2022)
- "It's Givin" – (2022)
- "Angel" (2023)

## Discografia

### Como Chloe x Halle

#### Álbuns de estúdio
- The Kids Are Alright (2018)
- Ungodly Hour (2020)

## Prêmios e indicações
| Ano  | Prêmio             | Categoria                                    | Trabalho                       | Resultado | Ref.   |
| ---- | ------------------ | -------------------------------------------- | ------------------------------ | --------- | ------ |
| 2019 | Grammy Awards      | Artista Revelação                            | Ela mesma                      | Indicado  | [ 66 ] |
| 2019 | Grammy Awards      | Melhor álbum urbano contemporâneo            | The Kids Are Alright           | Indicado  | [ 66 ] |
| 2022 | NAACP Image Awards | Melhor Atriz Coadjuvante em Série de Comédia | Grown-ish                      | Indicado  | [ 67 ] |
| 2021 | Grammy Awards      | Melhor Álbum R&B Progressivo                 | Ungodly Hour                   | Indicado  | [ 68 ] |
| 2021 | Grammy Awards      | Melhor Canção de R&B                         | "Do It"                        | Indicado  | [ 68 ] |
| 2021 | Grammy Awards      | Melhor Álbum R&B Progressivo                 | "Wonder What She Thinks of Me" | Indicado  | [ 68 ] |